# Nicole Schafer
Nicole Schafer (1980) es una escritora, productora, editora, directora de cine y fotografía de Sudáfrica. En 2019, su película Buddha in Africa fue considerada para recibir una nominación a los Óscar.

## Carrera
Schafer terminó su Máster en Bellas Artes en producción de cine y televisión en la Universidad de Ciudad del Cabo. Mientras estudiaba, los trabajos de los cineastas Nick Broomfield, Chris Marker, D.A. Pennebaker, Jean Rouch y Dziga Vertov la inspiraron. La película que filmó a modo de tesis se tituló The Ballad of Rosalind Ballingall y fue presentada en el Festival de Cine de Friburgo en 2006.
Aunque Schafer nació en Sudáfrica, vivió en Malaui durante dos años, en los que se dedicó a trabajar como productora. Allí ha producido historias que han ganado premios para la revista panafricana de Reuters Africa Journal. También trabajó como editora del canal deportivo sudafricano SuperSport. Sus otros créditos de producción también incluyen el programa de Lonely Planet, Six Degrees, y Sport Traveller, de Discovery Channel.
Schafer comenzó a producir películas con su equipo, Thinking Strings Media,  que tiene su sede central en KwaZulu-Natal y busca financiar la producción de documentales en dicha provincia. También organiza el Festival de Cine de Umbono para la población joven local, junto a la escuela Michaelhouse y su fondo comunitario. En 2011, su cortometraje documental Namo Amitofo (Homenaje al Buda de África) se presentó en el Festival Internacional de Cine de Róterdam. Este corto fue la base de un trabajo de mayor duración.

## Documentales
Schafer escribió, dirigió y produjo su primera película, Buddha in Africa, entre 2012 y 2019. Se trata de un documental que cuenta la historia de un niño criado en un orfanato budista taiwanés en Malaui.  El largometraje ganó el premio a mejor documental sudafricano en el Festival Internacional de Cine de Durban y calificó para recibir una nominación al Óscar.